# Стадион Гани Муратбаев
Стадион Гани Муратбаев је мулти-функционални стадион у граду Кизилорда, Казахстан. Тренутно се користи углавном за фудбалске утакмице и домаћи је стадион ФК Кајзер.